# Léon millot
Léon millot, leon millot – krzyżówka odmiany winorośli właściwej 'Goldriesling' z hybrydą gatunków: winorośl piaskowa (Vitis rupestris) x winorośl pachnąca (Vitis riparia). Odmiana została wyhodowana we Francji przez Eugène’a Kuhlmanna (1858-1932), a nazwa upamiętnia prezesa Société Vosgienne de Viticulture (Wogeskiego Stowarzyszenia Winogrodników).
Z takiego samego krzyżowania powstały odmiany: 'Maréchal Foch' i 'Lucie Kuhlmann'. Odmiany te różnią się jednak między sobą.

## Charakterystyka

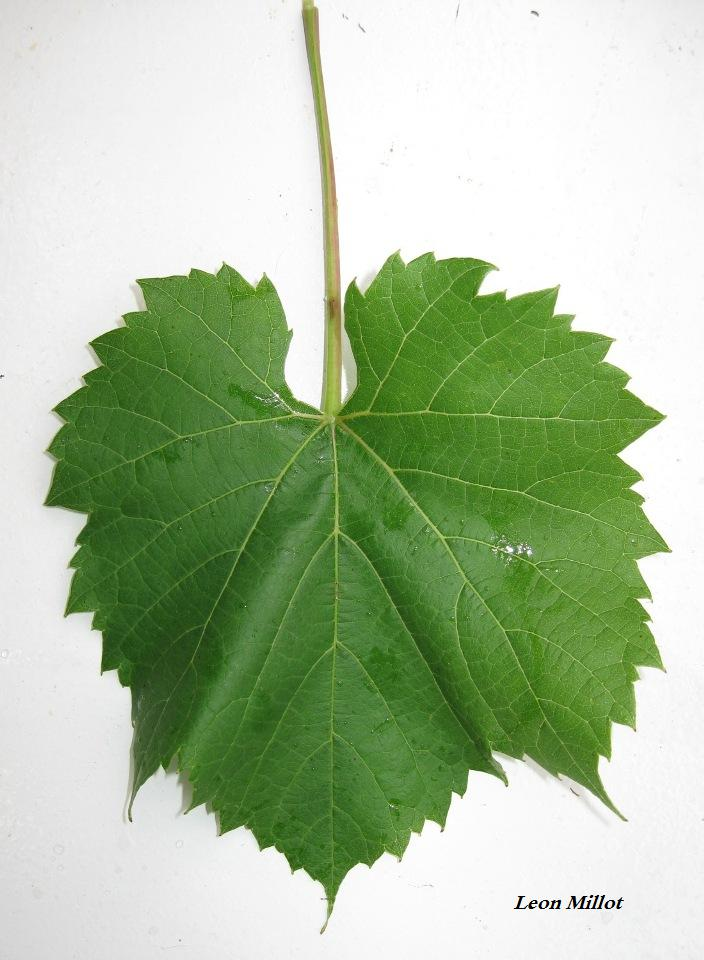
Leon Millot – liść

Wzrost krzewu bardzo silny. Odmiana jest wytrzymała na mróz i mało podatna na choroby. Dobrze plonuje w chłodnym klimacie. Liście średnie lub duże, trójklapowe, z niewyraźnymi bocznymi zatokami, grubo ząbkowane.

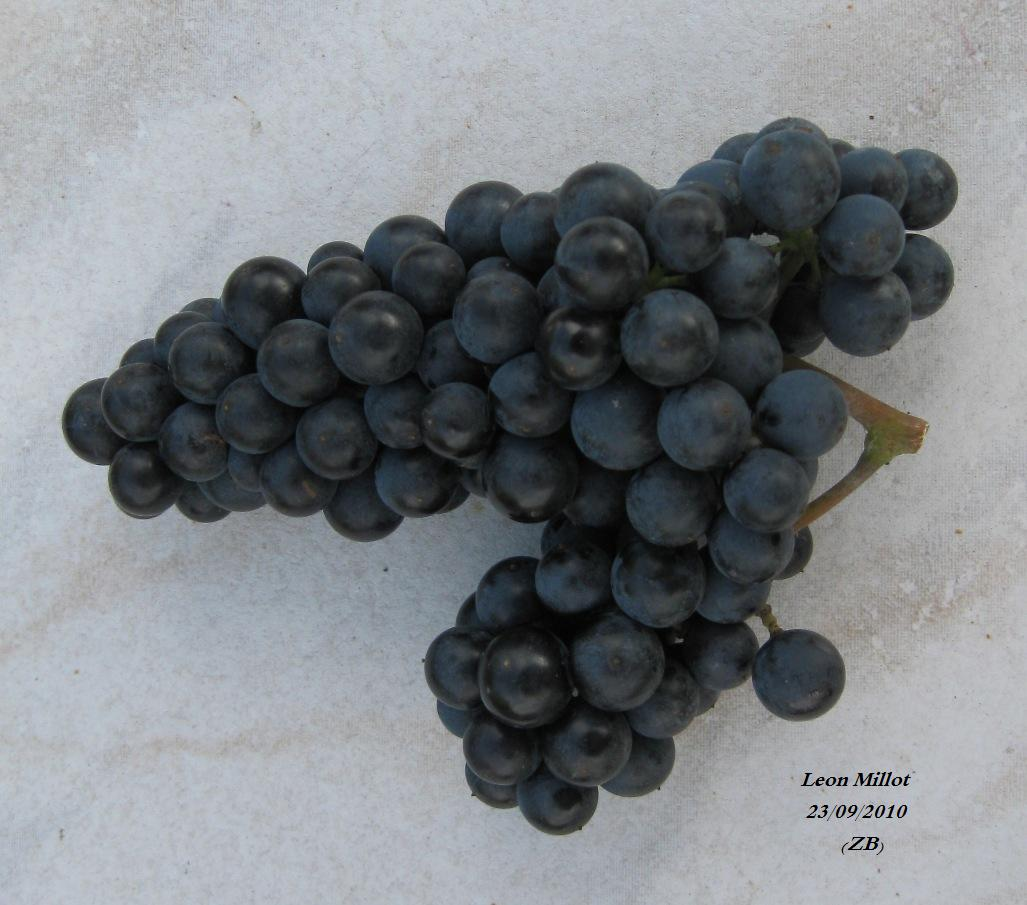
Grono Leon Millot

Grona zwarte, małe, jagody kuliste, małe, granatowoczarne. Sok i miąższ koloru czerwonego, bardziej intensywny przy późnym zbiorze.

## Wino
W pełni dojrzałe owoce dają wino charakteryzujące się zrównoważoną zawartością cukrów i kwasów, piękną czerwoną barwą, pełnym owocowym aromatem i średnią zawartością tanin. Dominujący aromat winogron i wina to borówki i czereśnie.
W Europie odmiana jest uprawiana m.in. we Francji, Szwajcarii, Niemczech, Danii, Szwecji, Wielkiej Brytanii i w Polsce, w regionach o krótkim okresie wegetacyjnym. Jako krzyżówka międzygatunkowa winogrona léon millot nie mogą być używane w winach z apelacją AOC i AOP, co utrudnia zbyt. W Alzacji szczep był znany jako „lekarz win” i dodawany do win z pinot noir w celu wzmocnienia intensywności barwy. Uprawy francuskie liczyły w 2008 85 ha. Szwajcarscy producenci (9 ha) oferują wino jednoodmianowe z leon millot. W Polsce stosowane jako mieszanka ze szczepem maréchal foch.
W Ameryce Północnej niewielkie uprawy znajdują się w chłodniejszych stanach USA oraz w Kanadzie (np. w Nowej Szkocji i także tam produkowane bywają wina bez domieszek innych szczepów. 
Wina odmianowe z leon millot zdobywają wysokie nagrody (złote medale) na corocznych międzynarodowych konkursach win PIWI (fungus resistant grape varieties).

## Cięcie
Leon Millot nie ma specjalnych wymagań co do sposobu cięcia. Krzewy powinny być prowadzone w wysokich formach przestrzennych ze względu na bujny wzrost.

## Fenologia
Wiosenną wegetację rozpoczyna bardzo wcześnie. Jagody wybarwiają się wcześnie i dojrzewają też kilka dni wcześniej od bliźniaczej odmiany maréchal foch. W polskich warunkach klimatycznych nie wymaga okrywania na zimę. Pąki wytrzymują spadki temperatur do -28 °C.

## Choroby
W sprzyjających warunkach ochrona chemiczna nie jest konieczna, chociaż krzewy są dość podatne na mączniaka rzekomego.
Według badań za okres 1991-93 prowadzonych przez Institut für Rebenzuchtung Geilweilerhof w Niemczech owoce są lekko podatne na mączniaka prawdziwego, a liście średnio podatne. W skali 1 do 9 (1 - brak oznak chorobowych; 9 - jagody porażone w ok. 70%, a liście prawie całkowicie) – wynik 3/6 (B/L – jagody/liście). Dla porównania: müller thurgau B/L=9/7, a sylvaner B/L=9/9. W czasie badań nie stosowano żadnej ochrony chemicznej.

## Parametry dojrzewania
Kolekcja polowa, Skierniewice 2012, termin zbioru – 26 września; masa gron 115 g; masa jagody 1,6 g; zawartość ekstraktu w jagodach 22,3%.

## Synonimy
frühe schwarze, kuhlmann 194-2, millot